# Josep Maria Ballarín i Monset
Josep Maria Ballarín i Monset (Barcelona, 8 de febrer de 1920 - Berga, 18 de març de 2016) fou un capellà i escriptor català.
Popular i singular, controvertit i prolífic, va construir una obra literària extensa, amb títols d'una gran repercussió en vendes com Mossèn Tronxo i Santa Maria, pa cada dia.

## Biografia

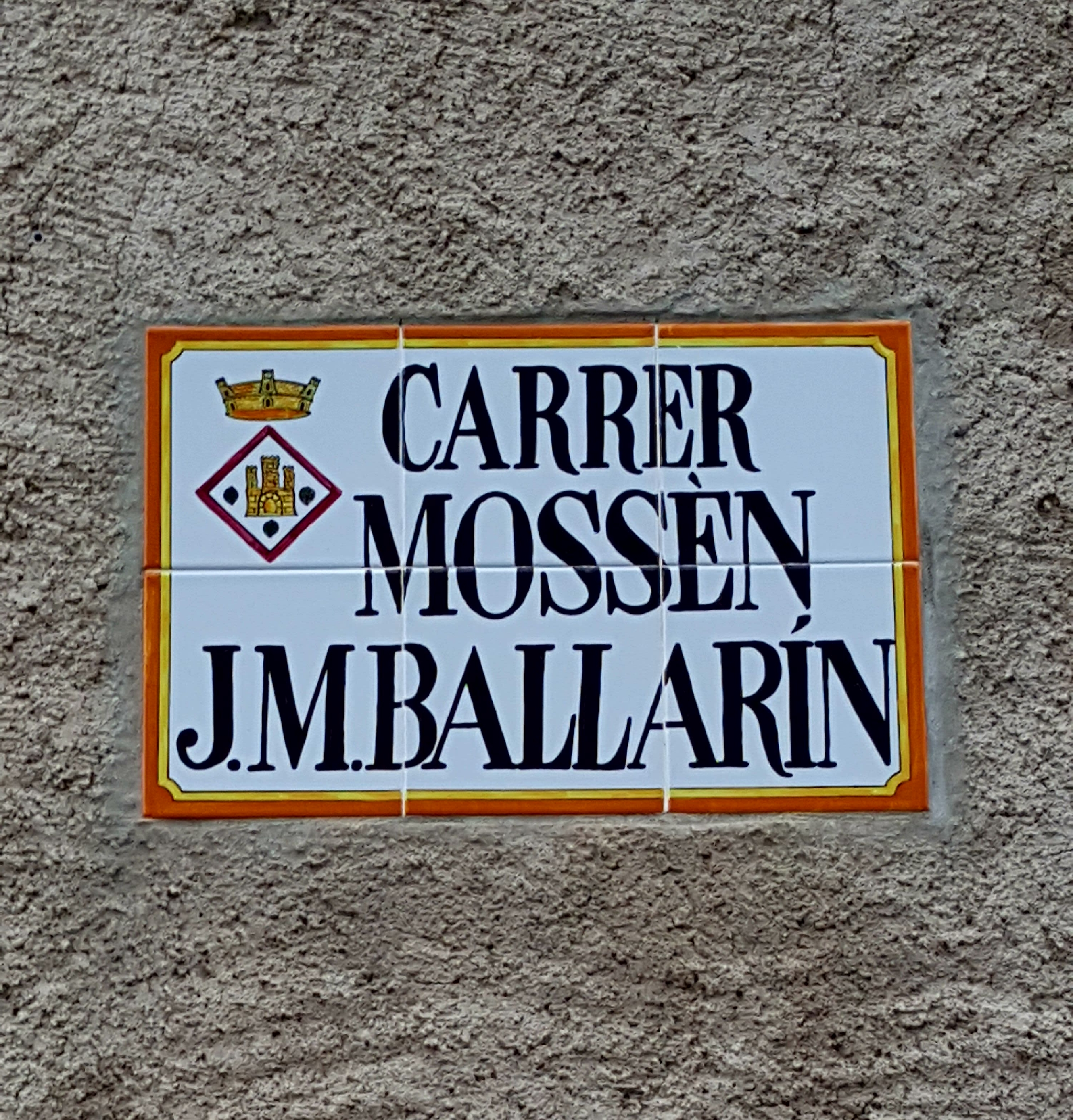
Placa del carrer destinat a Josep Maria Ballarín a Gósol.

Estudià batxillerat als Escolapis. Va militar a la Federació de Joves Cristians de Catalunya, i posteriorment visqué l'inici de la Guerra Civil i formà part de la lleva del biberó. Acabada la guerra va ser deportat a un camp de concentració franquista, on agafà la tisi i fou destinat a Zamora. Visqué sis anys de greu malaltia a Matadepera. L'any 1946, quan tenia 26 anys, entrà a l'Oratori de Sant Felip Neri de Gràcia. Els Felipons l'enviaren a estudiar Teologia al seminari de Solsona, on hi estudià entre 1947 i 1950. El 4 de març de 1951 va ser ordenat com a capellà. Després, fou prefecte i formador del seminari durant sis anys més. De tots aquests anys ens diu: «Només estudiava i pregava. Pregava i estudiava. Necessitava aquells anys dintre meu per deixar-hi reposar tantes marors, per salvar-hi per sempre més els silencis de Matadepera». El 1958, esdevingué el capellà de Santa Maria de Queralt. A partir d'aleshores, escriure es convertí en bona part de la seva tasca pastoral. El 1988 fou traslladat a la parròquia de Gósol, on exercí com a vicari.
Va col·laborar a diverses publicacions periòdiques com l'Avui, Serra d'Or, Qüestions de Vida Cristiana, Saó, Xarxa, Cop d'Ull, L'erol i a diversos programes de ràdio i televisió de TV3, Catalunya Ràdio i Ràdio Estel. El 2010 va participar en el programa El Convidat amb Albert Om.
El 2015 va tancar la llista de la circumscripció de Lleida de la coalició independentista Junts pel Sí de les eleccions al Parlament de Catalunya de 2015.
Fins al 7 de març de 2016 va publicar un breu pensament cada dia al diari El Matí Digital, una activitat que va haver de suspendre degut a la seva delicada salut. Els últims versos de Ballarín en aquest mitjà deien: «Passaran segles i encara hi haurà cristians creient que la fe no és una cançó fresca»..
Des del 2018, l'Arxiu Comarcal del Berguedà custodia i conserva tot el seu fons personal bibliogràfic i documental. El 2020 es van celebrar a Gósol tot un seguit d'actes en commemoració del centenari del seu naixement.

## Obres[15]

### Narrativa breu
- El bon déu dels bolets. Barcelona: Editorial Planeta, 1999[5]

### Novel·la[5]
- Francesco. Barcelona: Edicions 62, 1967
- Ai Francesc, si aneu a les valls d'Andorra. Barcelona: Publicacions de l'Abadia de Montserrat, 1982
- Mossèn Tronxo. Barcelona: Club Editor, 1989
- Tronxo, m'hi torno. Barcelona: Club Editor, 1994
- Santa Maria, pa cada dia. Barcelona: Planeta, 1996
- L'illa del Guacamai. Barcelona: Dèria, 2006
- Pluja neta, bassals bruts. El Papiol: Efadós, 2013

### Prosa de no ficció
- Queralt i Rasos de Peguera. Berga: L'Albí, 1988
- Mil anys i més d'un dia. Barcelona: Abadia de Montserrat, 1989
- Més d'un dia de mil anys. Barcelona: Abadia de Montserrat, 1989
- Mn. Ballarín: retrat d'una vida (amb Maria Teresa Pous Mas). Barcelona: Columna Edicions, 1993
- Terra Santa i torna a Gósol. Barcelona: Planeta, 1997[5]
- Catalunya, terra de mar menuda. Barcelona: Planeta, 1998[5]
- Poblet: monjos. Poblet, 2002[5]
- L'Església amb cabres i tot : signes dels temps. Barcelona: Columna, 2004[5]
- La Flor de l'esperança. Berga: L'Albí, 2009[5]
- Carta de Nadal: sense més mots. Abadia de Montserrat, 2012

### Prosa no de ficció (periodisme literari)
- Pregària al vent. Barcelona: Abadia de Montserrat, 1978[5]
- Torrent avall. Barcelona: Abadia de Montserrat, 1982
- Vent sense paraules. Barcelona: Abadia de Montserrat, 1982[5]
- De Nadal a Reis. Barcelona: Abadia de Montserrat, 1984
- Vigília de Nadal. Barcelona: Abadia de Montserrat, 1987
- Gent i ninots. Barcelona: Barcelonesa d'Edicions, 1990
- Pauses (3 vol.). Barcelona: Barcelonesa d'Edicions, 1992 - 1995
- Nadals i nadales. Barcelona: Abadia de Montserrat, 1995
- Un any i un altre : fins als vuitanta, que Déu n'hi do. Barcelona: Planeta, 2000[5]

### Teatre infantil i juvenil
- Els Pastorets de Gósol. Amb les cançons de l'àvia Teresa [text i dibuixos de Josep M. Ballarín]. Barcelona: Dèria, 2006.

### Altres[5]
- Quaderns autobiogràfics : Santa Teresina de Lisieux. Barcelona: Edicions 62, 1964
- Sant Benet, mil cinc-cents anys. Barcelona: Abadia de Montserrat, 1980
- Sant Francesc, vuit-cents anys. Barcelona: Comissió VIII Centenari Any Franciscà, 1982
- El Loiola i els seus. Barcelona: Columna, 1991
- Homenatge a Queralt. Berga: Columna - L'Albí, 1994
- La mainada del bon Déu: xerrada amb savis menuts. Barcelona: Columna, 2001

### Altres (assaig no literari)
- Paràbola dels retorns. Barcelona: Abadia de Montserrat, 1980[5]
- "Logos", teologia i teòlegs. Barcelona: Institut de Teologia, 1989
- Barcelona. Barcelona: Columna, 1992
- Camins i silenci: de Queralt estant. Berga: L'Albí, 1995

### Articles
- Articles a la revista Relleu.

## Guardons
- El 1995 li fou concedida la Creu de Sant Jordi en reconeixement de la seva tasca religiosa i literària.[16]
- El 1996 guanya el Premi Ramon Llull de novel·la amb l'obra Santa Maria, pa cada dia.[5]
- El primer d'agost de 2004 li fou concedida la Medalla d'Or de la ciutat de Berga.[7]